# Chonocephalus pedalis
Chonocephalus pedalis är en tvåvingeart som beskrevs av Borgmeier 1967. Chonocephalus pedalis ingår i släktet Chonocephalus och familjen puckelflugor. Inga underarter finns listade i Catalogue of Life.